# Stora priset
Svenska Akademiens stora pris är Akademiens förnämsta pris. Det instiftades 1786 av Gustav III. Belöningarna vid Svenska Akademiens tävlingar var från början två "skådepenningar" (medaljer) i guld med värdet 26 dukater, en för skaldekonst och en för vältalighet, samt två medaljer i silver (mindre priset). Från 1870 blev stora priset en guldmedalj, värd 400 kronor, vilket 1898 höjdes till 800 kronor.
Vid den första tävlingen, som utlystes vid instiftelsen 5 april 1786, var ämnena i skaldekonst "Konung Gustaf Adolfs anträde till regeringen" och i vältalighet "Äreminne över riksrådet och fältmarskalken Lennart Torstenson". Stora priset i vältalighet gick till en uppsats som skrivits anonymt. Det visade sig dock, i slutet av 1787, att Gustav III själv var författaren!
Tävlingarna om stora och mindre priset blev inte den framgång som Gustav III hade hoppats på. Priset framstod inte som lockande för de bästa författarna, men desto mer för amatörerna. Många tävlingsbidrag var medelmåttiga. Efter 1830 avtog entusiasmen, men det var först 1910 som Erik Axel Karlfeldt föreslog att tävlingarna skulle avskaffas, speciellt som de framstod som löjliga vid sidan av Nobelpriset. En kommitté avgav ett betänkande 1914, med resultatet att mindre priset avskaffades, liksom uppdelningen i skaldekonst och vältalighet. Tävlingsmomentet upphörde slutligen 1940. Men ända sedan 1820-talet har Stora priset även utdelats utan tävlan.
Nedan förtecknas mottagarna av Stora och mindre priset.

## Mottagare av stora priset
| År   | Vältalighet                                                                  | Skaldekonst                                                                   | Utan tävlan                                       |
| ---- | ---------------------------------------------------------------------------- | ----------------------------------------------------------------------------- | ------------------------------------------------- |
| 1786 | Gustav III för Äreminne över riksrådet och fältmarskalken Lennart Torstenson | Nils Lorens Sjöberg för Konung Gustaf Adolfs anträde till regeringen          |                                                   |
| 1787 | Magnus Lehnberg                                                              | Samuel Niclas Casström                                                        |                                                   |
| 1788 | Magnus Lehnberg                                                              | Gustaf Regnér                                                                 |                                                   |
| 1789 | Christopher Dahl                                                             | Carl Gustaf Nordforss                                                         |                                                   |
| 1791 | Axel Gabriel Silverstolpe                                                    |                                                                               |                                                   |
| 1792 |                                                                              | Isak Reinhold Blom (dubbelt pris), Axel Gabriel Silverstolpe (Hedersaccessit) |                                                   |
| 1793 |                                                                              | Johan Stenhammar                                                              |                                                   |
| 1794 | Eric Daniel Leffler (dubbelt pris)                                           | Johan Stenhammar                                                              |                                                   |
| 1797 |                                                                              | Frans Michael Franzén för Sång över greve Gustaf Philip Creutz                |                                                   |
| 1802 | Gustaf Regnér                                                                | Anders Carlsson Kullberg                                                      |                                                   |
| 1803 | Erik Gustaf Geijer                                                           |                                                                               |                                                   |
| 1805 |                                                                              | Johan Olof Wallin                                                             |                                                   |
| 1808 | Carl Petter Hagberg (dubbelt pris)                                           | Johan Olof Wallin (200 dukater)                                               |                                                   |
| 1810 | Erik Gustaf Geijer                                                           | Carl Gustaf Nordforss                                                         |                                                   |
| 1811 |                                                                              | Esaias Tegnér för Svea                                                        |                                                   |
| 1812 | Adolf Göran Mörner                                                           | Pehr Adolf Granberg                                                           |                                                   |
| 1814 | Lars Magnus Enberg                                                           |                                                                               |                                                   |
| 1815 | Josef Otto Wallin                                                            | David Aspelin                                                                 |                                                   |
| 1816 | Johan Petter Theorell                                                        |                                                                               |                                                   |
| 1817 | Lars Magnus Enberg                                                           | Carl von Becker                                                               |                                                   |
| 1819 |                                                                              | Anders Lindeberg                                                              |                                                   |
| 1821 | Carl Adolph Agardh (dubbelt pris)                                            | Carl Gustaf von Brinkman                                                      |                                                   |
| 1822 | Carl Gustaf Nordforss                                                        |                                                                               |                                                   |
| 1823 |                                                                              |                                                                               | Fredrik von Ehrenheim, Lars Hjortsberg            |
| 1824 | Carl Thomas Järta                                                            | Bernhard von Beskow                                                           |                                                   |
| 1825 |                                                                              | Anders Abraham Grafström                                                      |                                                   |
| 1826 |                                                                              | Carl August Nicander                                                          |                                                   |
| 1827 | Svante Gustaf Schyberg                                                       |                                                                               |                                                   |
| 1830 | Anders Fryxell                                                               |                                                                               |                                                   |
| 1833 |                                                                              |                                                                               | Pehr Henrik Ling                                  |
| 1834 |                                                                              | Olof Fryxell                                                                  |                                                   |
| 1836 | Carl Thomas Järta (100 dukater)                                              |                                                                               |                                                   |
| 1837 |                                                                              |                                                                               | Jacob Berzelius, Johann Heinrich Bernhard Dräseke |
| 1838 |                                                                              |                                                                               | Bernhard Crusell                                  |
| 1839 |                                                                              |                                                                               | Johan Ludvig Runeberg                             |
| 1840 |                                                                              | Bernhard Elis Malmström för Angelika                                          | Gottlieb Mohnike                                  |
| 1841 | Wilhelm Erik Svedelius                                                       |                                                                               |                                                   |
| 1842 |                                                                              |                                                                               | Adam Oehlenschläger                               |
| 1844 | Robert Mauritz Bowallius                                                     |                                                                               | Fredrika Bremer                                   |
| 1845 |                                                                              | Carl Wilhelm Böttiger (100 dukater)                                           |                                                   |
| 1849 |                                                                              | Pehr Hampus Scherini                                                          | Johan Henrik Thomander                            |
| 1851 |                                                                              | Thekla Knös                                                                   |                                                   |
| 1852 |                                                                              |                                                                               | Adolf Fredrik Lindblad                            |
| 1853 |                                                                              | Nils Fredrik Sander                                                           | Hans Magnus Melin                                 |
| 1856 | Gustaf Ljunggren                                                             |                                                                               | Johan Börjesson                                   |
| 1857 |                                                                              | Carl Anders Kullberg                                                          |                                                   |
| 1860 |                                                                              | Frithiof Grafström                                                            |                                                   |
| 1862 |                                                                              |                                                                               | Emilie Flygare-Carlén                             |
| 1865 |                                                                              |                                                                               | Arvid August Afzelius                             |
| 1882 | Karl Warburg                                                                 |                                                                               |                                                   |
| 1884 |                                                                              |                                                                               | Ludvig Norman                                     |
| 1886 |                                                                              | Hugo Tigerschiöld                                                             | Carl Johan Schlyter, Zacharias Topelius           |
| 1888 |                                                                              | Edvard Fredin                                                                 |                                                   |
| 1904 |                                                                              |                                                                               | Selma Lagerlöf                                    |
| 1907 |                                                                              | Axel Klinckowström                                                            |                                                   |
| 1915 |                                                                              | Martin Lamm                                                                   |                                                   |
| 1917 |                                                                              | Fredrik Böök                                                                  |                                                   |
| 1922 |                                                                              | Axel Åkerblom                                                                 |                                                   |
| 1924 |                                                                              |                                                                               | Erik Wilhelm Dahlgren                             |
| 1929 |                                                                              |                                                                               | Henrik Söderbaum                                  |
| 1930 |                                                                              |                                                                               | Emil Zilliacus                                    |
| 1935 |                                                                              |                                                                               | Bertil Malmberg                                   |
| 1939 |                                                                              |                                                                               | Hjalmar Gullberg                                  |
| 1940 |                                                                              |                                                                               | Yrjö Hirn                                         |
| 1944 |                                                                              |                                                                               | Arvid Mörne                                       |
| 1948 |                                                                              |                                                                               | Anton Blanck                                      |
| 1961 |                                                                              |                                                                               | John Landquist                                    |
| 1963 |                                                                              |                                                                               | Olle Holmberg                                     |
| 1965 |                                                                              |                                                                               | Hilding Rosenberg                                 |
| 1966 |                                                                              |                                                                               | Herbert Tingsten                                  |
| 1967 |                                                                              |                                                                               | Jan Fridegård                                     |
| 1971 |                                                                              |                                                                               | Astrid Lindgren                                   |
| 1972 |                                                                              |                                                                               | Evert Taube                                       |
| 1973 |                                                                              |                                                                               | Erik Wellander                                    |
| 1977 |                                                                              |                                                                               | Ingmar Bergman                                    |
| 1983 |                                                                              |                                                                               | Hilding Linnqvist                                 |
| 1986 |                                                                              |                                                                               | Georg Henrik von Wright                           |
| 1991 |                                                                              |                                                                               | Sven-Erik Bäck                                    |
| 1994 |                                                                              |                                                                               | Tove Jansson                                      |
| 1998 |                                                                              |                                                                               | Birgit Åkesson                                    |
| 2006 |                                                                              |                                                                               | Sture Linnér                                      |
| 2010 |                                                                              |                                                                               | Jan Troell                                        |
| 2014 |                                                                              |                                                                               | Lennart Hellsing                                  |
| 2022 |                                                                              |                                                                               | Stig Strömholm                                    |

## Mottagare av mindre priset

### Accessit (silvermedalj)
| År   | Vältalighet                                | Skaldekonst                                   |
| ---- | ------------------------------------------ | --------------------------------------------- |
| 1786 | Samuel Niclas Casström                     | Nils Gustaf Palin                             |
| 1787 | Axel Gabriel Silverstolpe (Hedersaccessit) | Sven Niclas Wahrman (Uppmuntransaccessit)     |
| 1789 | Johan Stenhammar (Hedersaccessit)          | Vinnaren förblev anonym (Uppmuntransaccessit) |
| 1790 | – (Hedersaccessit)                         | Vinnaren förblev anonym (Uppmuntransaccessit) |
| 1791 | – (Hedersaccessit)                         | Vinnaren förblev anonym (Uppmuntransaccessit) |
| 1792 | –                                          | Axel Gabriel Silverstolpe (Hedersaccessit)    |
| 1794 | –                                          | Isak Reinhold Blom (Hedersaccessit)           |

### Silverpenningen 1799
Här gjordes ingen uppdelning i vältalighet och skaldekonst.
- Carl Gustaf af Bjerkén
- Pehr Adolf Granberg
- Michael Choræus

### Mindre guldmedaljen
Här gjordes ingen uppdelning i vältalighet och skaldekonst.
| År   | Efter tävlan                                                                                               | Utan tävlan                         |
| ---- | --- | ----------------------------------- |
| 1799 | Gustaf von Schantz Anders Carlsson Kullberg                                                                |                                     |
| 1800 | Johan Adolf Hertzman Gustaf von Schantz Anders Carlsson Kullberg Johan David Valerius Johan Peter Grangren |                                     |
| 1801 | Johan Gustaf Bure Emanuel Wahlgren                                                                         |                                     |
| 1802 | Michael Choræus (Hedersaccessit) Sven Björck Svensson                                                      |                                     |
| 1803 | Pehr Adolf Granberg                                                                                        |                                     |
| 1804 | Johan David Valerius Pehr Adam Wallmark Bengt Kiellander                                                   |                                     |
| 1805 | Anders Carlsson Kullberg (Hedersaccessit) Johan Olof Wallin (två pris) Johan Tranér                        |                                     |
| 1806 | Matthias Stenhammar Johan Tranér                                                                           |                                     |
| 1807 | Johan Olof Wallin Johan David Valerius Johan Peter Grangren Johan Tranér                                   |                                     |
| 1808 | Matthias Stenhammar                                                                                        |                                     |
| 1809 | Gustaf von Schantz                                                                                         |                                     |
| 1810 | Lars Fredrik Gravander (Hedersaccessit) en anonym vinnare                                                  |                                     |
| 1811 | Lars Fredrik Gravander (två pris) Ivar Eilert Schartau                                                     |                                     |
| 1812 | Lars Fredrik Gravander                                                                                     |                                     |
| 1813 | Joseph Wallin Erik Samuel Ödmann Pehr Adolf Granberg Jonas Magnus Stiernstolpe                             |                                     |
| 1814 | Carl Emanuel Bexell Johan Wetterbergh Pehr Adolf Granberg                                                  |                                     |
| 1815 | Gustaf Snoilsky                                                                                            |                                     |
| 1816 | Erik Samuel Ödmann Carl von Becker David Aspelin                                                           |                                     |
| 1817 | Anders Lindeberg Olof Philip Utterström                                                                    |                                     |
| 1818 | Jonas Arvid Winbom Johan Petter Theorell David Aspelin Erik Johan Stagnelius                               |                                     |
| 1819 | Carl von Becker                                                                                            |                                     |
| 1820 | Anders Lindeberg Johan Andersson                                                                           |                                     |
| 1822 | Carl von Becker                                                                                            |                                     |
| 1824 | Johan David Valerius (Hedersaccessit) Johan Adolf Hertzman                                                 |                                     |
| 1825 | Carl August Nicander anonym vinnare (Carl Gustaf Nordforss)                                                |                                     |
| 1826 | Carolina Elisabeth Ruders Johan Arvid Afzelius anonym vinnare (Carl Gustaf von Brinkman)                   |                                     |
| 1827 | Johan Erik Rydqvist (Hedersaccessit) Anders Lindeberg                                                      |                                     |
| 1828 | Gustaf von Schantz Gustaf Henrik Mellin                                                                    |                                     |
| 1829 | | Julia Christina Nyberg (Euphrosyne) |
| 1830 | Carl Anders Kullberg                                                                                       |                                     |
| 1831 | Carl August Nicander Johan Ludvig Runeberg Assar Lindeblad Carl August Hagberg                             | Fredrika Bremer                     |
| 1832 | Johan Jacob Nervander Elias Vilhelm Ruda Oscar Patrik Sturzen-Becker Olof Fryxell                          |                                     |
| 1833 | Carl Wilhelm Böttiger Gustaf Henrik Mellin                                                                 | Catharina Christina Cramér          |
| 1834 | Carl Wilhelm Böttiger (Hedersaccessit) Carl August Adlersparre                                             | Wilhelmina Stålberg                 |

Förteckningen är ännu ofullständig efter 1834.